# 2006 FIFA World Cup
2006 FIFA World Cup é o jogo eletrônico oficial da Copa do Mundo de 2006, desenvolvido pela empresa Electronic Arts Foi lançado para PC. PlayStation. PlayStation 2. PSP. Xbox. Xbox 360. Game Boy Advance. GameCube. Nintendo DS. Java ME. e Telefone Celular. Em todo o mundo entre os meses de abril e maio de 2006, sucedendo ao 2002 FIFA World Cup e contando com todas as inovações dos últimos jogos eletrônicos de futebol com o título da FIFA.
Além das 32 seleções classificadas para a Copa do Mundo, ainda é possível jogar com outros 95 times dos seis continentes.

## Estádios
O jogo contém com todos os estádios da copa 2006:
- Olympiastadion, Berlin - 74.000
- Westfalenstadion, Dortmund - 65.000
- Waldstadion, Frankfurt - 47.000
- Veltins-Arena, Gelsenkirchen - 48.000
- AOL Arena, Hamburgo - 52.000
- AWD-Arena, Hannover - 46.000
- Fritz-Walter-Stadion, Kaiserslautern - 42.000
- Rhein Energie Stadion, Köln - 42.000
- Zentralstadion, Leipzig - 46.000
- Allianz-Arena, München - 68.000
- Frankenstadion, Nürnberg - 43.000
- Gottlieb-Daimler-Stadion, Stuttgart - 50.000

## Equipes
África (CAF)
- Argélia
- Angola
- Benin
- Botsuana
- Burkina Faso
- Camarões
- Cabo Verde
- Chade
- Costa do Marfim
- Congo
- Congo DR
- Egito
- Gabão
- Gana
- Guiné
- Quênia
- Libéria
- Líbia
- Malaui
- Mali
- Marrocos
- Níger
- Nigéria
- Ruanda
- Senegal
- África do Sul
- Sudão
- Togo
- Tunísia
- Uganda
- Zâmbia
- Zimbábue

Ásia (AFC)
- Bahrein
- China
- Hong Kong
- Índia
- Irã
- Iraque
- Japão
- Coreia do Norte
- Coreia do Sul
- Kuwait
- Paquistão
- Arábia Saudita
- Uzbequistão
- Vietnã

Europa (UEFA)
- Albânia
- Andorra
- Armênia
- Áustria
- Azerbaijão
- Belarus
- Belgium
- Bósnia e Herzegovina
- Bulgária
- Croácia
- Chipre
- República Tcheca
- Dinamarca
- Inglaterra
- Estônia
- Ilhas Faroe
- Finlândia
- França
- Geórgia
- Alemanha
- Grécia
- Hungria
- Islândia
- Israel
- Itália
- Cazaquistão
- Letônia
- Liechtenstein
- Lituânia
- Luxemburgo
- Macedônia
- Malta
- Moldávia
- Holanda
- Irlanda do Norte
- Noruega
- Polônia
- Portugal
- Irlanda
- Romênia
- Russia
- San Marino
- Escócia
- Servia e Montenegro
- Eslováquia
- Eslovênia
- Espanha
- Suécia
- Suíça
- Turquia
- Ucrânia
- País de Gales

América do Norte, Central e Caribe (CONCACAF)
- Canadá
- Costa Rica
- El Salvador
- Guatemala
- Honduras
- Jamaica
- México
- Nicarágua
- Panamá
- São Cristóvão e Névis
- São Vicente e Granadinas
- Trinidad e Tobago
- Estados Unidos

América do Sul (CONMEBOL)
- Argentina
- Bolívia
- Brasil
- Chile
- Colômbia
- Equador
- Paraguai
- Peru
- Uruguai
- Venezuela

Oceania (OFC)
- Austrália*
- Fiji
- Nova Zelândia
- Ilhas Salomão
- Taiti
- Vanuatu

*Austrália se tornou parte da AFC a partir de janeiro de 2006. Porém, como a Austrália disputou as Eliminatórias da Copa 2006 na OFC, ela foi mantida no jogo como membro da OFC.

## Trilha sonora
| - Calanit - "Sculptured" - Damien J. Carter - "What World" - Depeche Mode - "A Pain That I Am Used To" - DT8 Project feat. Mory Kanté - "Namara" - DuSouto - "Ie Mãe Jah" - F4 - "La Prima Volta" - Fischerspooner - "Never Win" - Frank Popp Ensemble - "Love Is on Our Side" - Furius K & Lou Valentino - "People Shining" - Gabin feat. China Moses - "The Other Way Round" - The Go! Team - "The Power Is On" - Howard Jones - "How Do You Feel Scared" - Ivy Queen - "Cuéntale" - Kes the Band - "The Calling" - Lady Sovereign - "9 to 5" - Ladytron - "Destroy Everything You Touch" - Mando Diao - "Down in the Past" - Masrhon - "Sobremesa" | - Mattafix - "Big City Life" - Maximus Dan - "Fighter" - Men Women And Children - "Dance in My Blood" - Nortec Collective - "Tijuana Makes me Happy" - Polinesia - "Aloha" - Die Raketen - "Tokyo Tokyo" - Resin Dogs feat. Mystro & Hau - "Definition" - Sérgio Mendes - "Mas Que Nada" - Shakira & Wyclef Jean - "Hips Don't Lie (Bamboo)" - Sneaky Soundsystem - "Hip Hip Hooray" - Stefy Rae - "Chelsea" - Swami - "DesiRock" - Tiempo de Drumba - "Ojos de Brujo" - Tip Top - "Tip Top" - Urban Puppets - "Sweat" - Van Ness Wu - "Poker Face" - Voicst - "Whatever You Want From Life" - Zola feat. Maduvha - "X Girlfriend" |